# 马纳卢尔佩特
马纳卢尔佩特（Manalurpet），是印度泰米尔纳德邦Viluppuram县的一个城镇。总人口7401（2001年）。

## 人口
该地2001年总人口7401人，其中男性3771人，女性3630人；0—6岁人口899人，其中男498人，女401人；识字率59.24%，其中男性为68.02%，女性为50.11%。